# 106-я стрелковая дивизия (2-го формирования)
106-я стрелковая дивизия (106 сд) — общевойсковое соединение Красной армии в Вооружённых силах СССР во время Великой Отечественной войны.
В докладе дивизионного комиссара К. Абрамова «О боевых действиях 24-я армии в период 26 сентября — 14 октября 1941 года», генерал-майору товарищу Шевченко, учтённого в ГШ КА за № 647, 10 марта 1942 года, указана 106-я моторизованная дивизия, о 106-й стрелковой дивизии не упомянуто.

## История
В двадцатых числах сентября 1941 года соединения и части 24-я армии продолжали вести небольшие наступательные бои, а в конце сентября перешли к обороне.
С 28 сентября 1941 года 106-я моторизованная дивизия в 106-ю стрелковую дивизию Резервного фронта 1-го формирования. Командиром дивизии назначен майор К. С. Монахов, бывший командир 106-й моторизованной дивизии.
29 сентября
24-я армия Резервного фронта удерживала оборонительный рубеж западнее и юго-западнее города Ельня. Командующий войсками фронта Маршал Советского Союза С. М. Будённый. Командующий войсками армии генерал-майор К. И. Ракутин. Город Ельня занимали советские войска.
106-я стрелковая дивизия находилась в составе 24-й армии. Командир дивизии майор К. С. Монахов.
30 сентября началось наступление германских войск 2-й германской танковой группы и 2-й германской полевой армии против Брянского фронта.
1 октября. Город Ельня занимали советские войска.
2 октября началось наступление германских войск 4-й армии против Западного и Резервного фронтов. Один из сильных ударов был из района восточнее города Рославля. Противник прорвал оборону советских войск.
5 октября. Город Ельню занимали советские войска.
6 октября
К исходу 6 октября значительная часть войск Западного и Резервного фронтов была окружена западнее и юго-западнее города Вязьма.
106-я стрелковая дивизия оказалась как и другие войска 24-й армии в окружении.
6 октября 1941 произошла повторная оккупация Ельни.
7 октября
К исходу 7 октября противник мог свободно наступать на столицу нашей Родины г. Москву. Далее войск способных противостоять почти не было. Войска, оказавшиеся в окружении, оружия не сложили и продолжали вести боевые действия. 106-я стрелковая дивизия была в их числе.
Остатки частей армии, начиная с 7.10. отходили согласно приказу, с непрерывными боями.
9 октября
В первой половине октября войска 24-й армии в результате флангового удара превосходивших сил противника вынуждены были вести тяжёлые оборонительные бои вначале в полуокружении, а затем — в полном окружении в районе западнее города Вязьма
.
10 октября
Резервный фронт упразднён 10 октября. 10 октября 24-я армия была расформирована, а её войска переданы на укомплектование соединений и частей Западного фронта.
В октябре 1941 года большая часть личного состава 106-й стрелковой дивизии погибла в окружении под городом Вязьма, вышли только остатки дивизии.
27 декабря 1941 года дивизия официально расформирована.

## Состав
- управление
- 1-й стрелковый полк
- 2-й стрелковый полк
- 3-й стрелковый полк
- 106-я разведывательная рота
- 106-й отдельный сапёрный батальон
- 106-я автотранспортная рота

## Командиры
- Монахов, Константин Сергеевич (с 28.08.41), майор.[2]